# Maureen Connolly
Maureen Catherine Connolly, zamężna Brinker (ur. 17 września 1934 w San Diego, zm. 21 czerwca 1969 w Dallas) – tenisistka amerykańska, pierwsza zawodniczka z Wielkim Szlemem w tenisie kobiecym. Nosiła przydomek Little Mo.
Treningi tenisowe rozpoczęła, ponieważ jej matka nie była w stanie opłacać drogich zajęć z jazdy konnej. W wieku 14 lat została najmłodszą w historii mistrzynią USA w kategorii do lat 18. W 1951 jako niespełna 17-latka wygrała wielkoszlemowe mistrzostwa USA, przejmując na prawie 30 lat tytuł najmłodszej mistrzyni (młodsza o dwa miesiące była triumfatorka z 1979 – Tracy Austin). W drodze do pierwszego tytułu wielkoszlemowego pokonała w półfinale rozstawioną z pierwszym numerem Doris Hart, a w finale turniejową „dwójkę”, Shirley Fry. Rok później obroniła tytuł, odniosła również pierwsze zwycięstwo na Wimbledonie. Sezon 1953 rozpoczęła z nowym trenerem, słynnym Australijczykiem Harry Hopmanem; doprowadził on Connolly do pierwszego w dziejach kobiecego tenisa Wielkiego Szlema (wśród mężczyzn pierwszy był piętnaście lat wcześniej Don Budge) – na mistrzostwach Australii pokonała w finale Julię Sampson, a na Wimbledonie, mistrzostwach Francji i mistrzostwach USA – Doris Hart. Kolejne tytuły Amerykanka zdobyła w 1954 – mistrzostwa Francji i Wimbledon, w Paryżu wygrywając także grę podwójną i grę mieszaną. Pozostawała niepokonana w turniejach wielkoszlemowych przez 50 kolejnych pojedynków singlowych. Poza wymienionymi wyżej sukcesami wygrała także konkurencję debla w mistrzostwach Australii Open w 1953.
20 lipca 1954, krótko po kolejnym triumfie wimbledońskim, jej kariera została gwałtownie przerwana. Wypadek podczas jazdy konnej (kolizja z samochodem) uniemożliwił jej występy turniejowe na korcie, długa rehabilitacja pozwoliła jedynie na rolę instruktorki. Była m.in. trenerką ekipy brytyjskiej podczas jej występów w Pucharze Wightman; sama Connolly, jeszcze jako aktywna tenisistka, reprezentowała w tych rozgrywkach USA i w latach 1951–1954 wygrała siedem pojedynków singlowych, nie przegrywając żadnego. W 1955 wyszła za mąż za Normana Brinkera, jeźdźca, olimpijczyka z Helsinek 1952, doczekali się dwojga dzieci. Wraz z mężem prowadziła w Teksasie Maureen Connolly Brinker Foundation, promującą tenis młodzieżowy. Udzielała się także jako korespondentka sportowa.
W 1966 została u niej zdiagnozowana choroba nowotworowa. Maureen Connolly zmarła w czerwcu 1969 w wieku 34 lat, została pochowana w Dallas. Uhonorowano ją miejscem w Międzynarodowej Tenisowej Galerii Sławy (1968) oraz w Międzynarodowej Hall of Fame Sportu Kobiecego, jej imię nadano także rywalizacji tenisowej (Maureen Connolly Brinker Cup) między zespołami kobiecymi do lat 21 z USA i Wielkiej Brytanii.
Była dominującą postacią tenisa kobiecego pierwszej połowy lat 50., liderką rankingu światowego (1952-1954) i rankingu amerykańskiego (1951-1953). Znany dziennikarz sportowy Lance Tingay uważał ją za najwybitniejszą mistrzynię w historii tenisa.

## Wygrane i finały w turniejach wielkoszlemowych
- Wimbledon
  - gra pojedyncza – wygrane 1952, 1953, 1954
  - gra podwójna – finały 1952, 1953
- mistrzostwa USA
  - gra pojedyncza – wygrane 1951, 1952, 1953
  - gra podwójna – finał 1952
- mistrzostwa Australii
  - gra pojedyncza – wygrana 1953
  - gra podwójna – wygrana 1953
  - gra mieszana – finał 1953
- mistrzostwa Francji
  - gra pojedyncza – wygrane 1953, 1954
  - gra podwójna – wygrana 1954, finał 1953
  - gra mieszana – wygrana 1954, finał 1953